# ماسالئن
ماسالئن (به اسپانیایی: Mazaleón) یک شهرستان در اسپانیا است که در استان تروئل واقع شده‌است.

## خصوصیات
ماسالئن ۸۵ کیلومترمربع مساحت و ۵۸۷ نفر جمعیت دارد.